# Neumünster
Neumünster (dolnoniem. Niemünster, Neemünster) – miasto na prawach powiatu w północnych Niemczech, w kraju związkowym Szlezwik-Holsztyn, w pobliżu autostrady A7. W roku 2010 miasto liczyło 77 tys. mieszkańców.
Obszar miasta graniczy z powiatami: Plön, Rendsburg-Eckernförde oraz Segeberg.
Powstanie miasta związane jest z działalnością misjonarza, późniejszego biskupa Oldenburga i świętego Wicelina (Vizelin), który w roku 1127 założył tutaj klasztor augustiański. Współczesna nazwa miasta pochodzi od łacińskiej nazwy klasztoru: Novum Monasterium (dosł. nowy klasztor, niem. das neue Münster). Neumünster uzyskał prawa miejskie w roku 1870, a od 1901 posiada status miasta na prawach powiatu.
W mieście rozwinął się przemysł elektrotechniczny, włókienniczy, metalurgiczny oraz chemiczny.
W mieście znajduje się stacja kolejowa.

## Współpraca
Neumünster współpracuje z:
- Giżycko, Polska, od 1954
- powiat giżycki, Polska od 1954 (z przerwą w latach 1975–1998)
- Gravesham, Wielka Brytania od 1980
- Koszalin, Polska od 1990
- Parchim, Meklemburgia-Pomorze Przednie od 1990